# Pluto est de garde
Pour plus de détails, voir Fiche technique et Distribution.
Pluto est de garde (Dog Watch) est un court-métrage d'animation américain des studios Disney avec Pluto, sorti le 16 mars 1945.

## Synopsis
Pluto est un chien de garde sur un bateau. Tandis que l'équipage part sur l'île, Pluto garde un œil sur le navire. Mais un rat décide de jouer avec les nerfs du chien.

## Fiche technique
- Titre original : Dog Watch
- Titre français : Pluto est de garde
- Série : Pluto
- Réalisation : Charles A. Nichols
- Scénario : Eric Gurney
- Animation : Jerry Hathcock, George Nicholas, Norman Tate, Marvin Woodward
- Décors : Claude Coats
- Layout : Bruce Bushman
- Musique : Oliver Wallace
- Production : Walt Disney
- Société de production : Walt Disney Productions
- Société de distribution : RKO Radio Pictures
- Format : Couleur (Technicolor) - 1,37:1 - Son mono (RCA Sound System)
- Durée : 7 min
- Langue : Anglais
- Pays :  États-Unis
- Dates de sortie :  États-Unis : 16 mars 1945[1]

## Voix originales
- Pinto Colvig : Pluto

## Titre en différentes langues
- Suède : Pluto har hundvakten

Source : IMDb